# Sandvika, Lierne kommun
För andra betydelser, se Sandvika (olika betydelser).
Sandvika är en tätort som utgör centralort i Lierne kommun i Trøndelag fylke i mellersta Norge. Orten har haft omkring 250 invånare av kommunens sammanlagda befolkning på knappt 1 400 personer. I Sandvika finns bland annat bibliotek, simhall, skola, sporthall och skidbacke,
Sandvika ligger på den nordöstra stranden av Laksjøen. I Sandvika ligger Nordli kyrka från 1873, som är kyrka för den norra delen av kommunen, Nordli socken.
I Sandvika finns bagerifabriken Baxt Lierne AS, som tillverkar läfsor. Bageriet har sina rötter i Lierne Bakeri AS, som grundades 1989 av John Helge Inderdal. Det köptes 2011 av Rieber & Søn som köptes 2012 av Orkla ASA. Det lades, med 85 anställda, ned i Sandvika av Orkla 2015 och flyttades till Stranda kommun. Ett nytt läfsabageri, Drømmebakeriet, startades av Inderdal och Herman Friele 2016, men gick i konkurs 2017. Baxt Lierne etablerade sig därefter 2017 efter köp av Drømmebakeriets konkursbo.